# Березин, Фёдор Дмитриевич
Фёдор Дми́триевич Бере́зин (укр. Федір Дмитрович Березін; род. 7 февраля 1960, Сталино, Украинская ССР, СССР) — писатель-фантаст и политик самопровозглашённой Донецкой Народной Республики. Председатель Союза писателей Донецкой Народной Республики.
Заместитель министра обороны Донецкой Народной Республики (июнь — август 2014), заместитель коменданта Донецка и ответственный за военную промышленность ДНР (сентябрь 2014 — февраль 2015), заместитель командира танковой части по личному составу (с марта 2015). Депутат парламента Новороссии (с 2014) и Народного совета ДНР (с 2018).
Еженедельник New Yorker, после начала войны в Донбассе, называл Березина «русским Томом Клэнси» за его научно-фантастические и военные книги.
Из-за поддержки российско-украинской войны — под санкциями 27 стран ЕС, Великобритании, США, Канады, Швейцарии, Австралии, Японии, Украины, Новой Зеландии.

## Биография

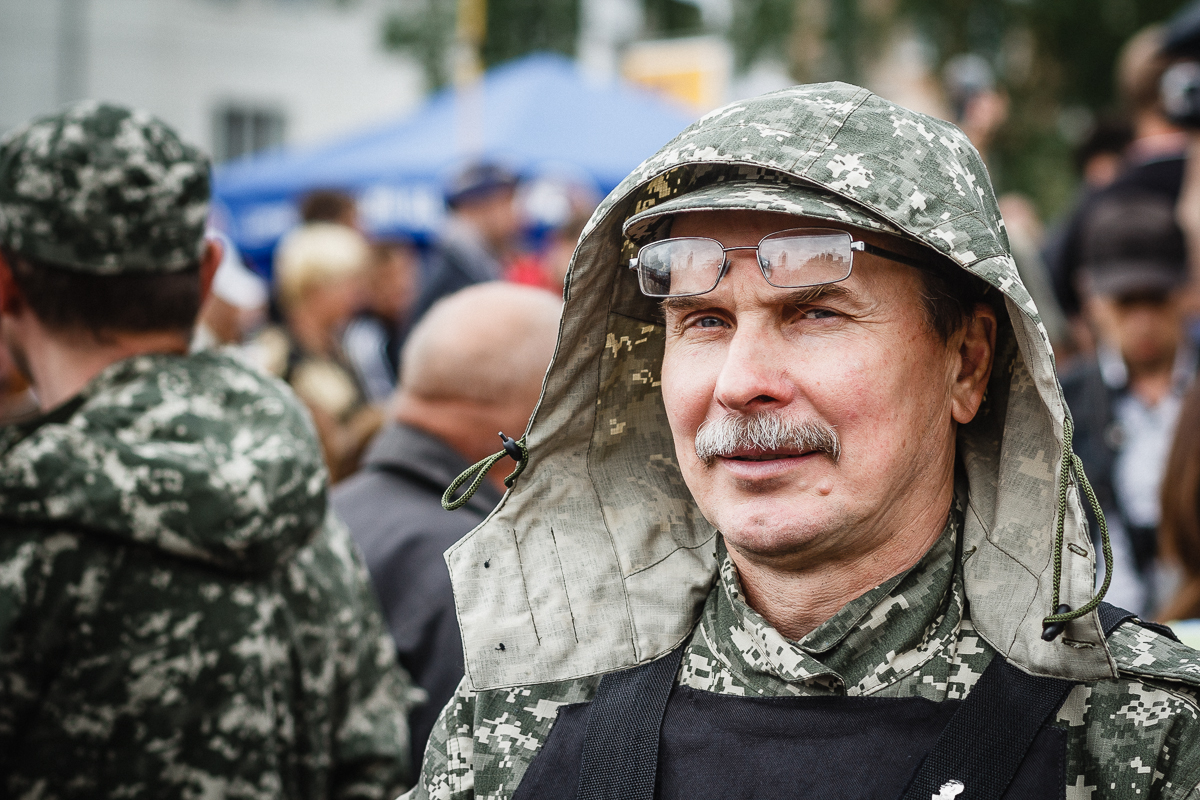
Фёдор Березин в Донецке, 21 июня 2014 года.

Родился в Сталино (ныне Донецк) 7 февраля 1960 года. В 1977 году поступил в Энгельское высшее зенитное ракетное командное училище ПВО СССР в городе Энгельсе Саратовской области. Окончил училище в 1981 году, служил офицером-ракетчиком в Казахской ССР, затем на Дальнем Востоке.
В январе 1991 года уволился в запас в звании капитана и вернулся в Донецк. Перебрал множество профессий самого разного профиля: был предпринимателем, несколько лет работал проходчиком вертикальных стволов в шахтостроительной отрасли, заместителем начальника охраны в Донецком национальном техническом университете.
Разведён. Бывшая жена с детьми проживала в Италии, ныне в России. Дети взрослые.

## Российско-украинская война
Активно поддерживал пророссийские протесты на юго-востоке Украины в 2014 году. В апреле-мае дежурил на баррикадах у Донецкой ОГА, после так называемого референдума 11 мая ушел в славянское «ополчение» под позывным «Чапай». 4 июня 2014 года назначен заместителем министра обороны самопровозглашенной ДНР Игоря Стрелкова. В июле был занесен в Санкционный список ЕС, причем назван в нём «министром обороны ДНР».
После отстранения Игоря Стрелкова, Фёдор Березин оставался в должности заместителя военного коменданта г. Донецка и ответственным за «создание военной промышленности» ДНР до марта 2015 года. С декабря 2014 председатель новосозданного Союза писателей ДНР. С марта 2015 — заместитель командира танкового батальона «Дизель» народной милиции ДНР, майор.
11 ноября 2018 года был избран депутатом Народного совета ДНР по списку ОД «Донецкая Республика».

## Творчество
Профессиональный писатель, основатель (с 2000 года) и председатель (с 2001 года) Донецкого клуба любителей фантастики «Странник».
Писать фантастику мечтал с юности, но целенаправленно занялся только в тридцать восемь лет. Работает в жанре твёрдой научной фантастики, некоторыми критиками причисляется к турбореализму. Сам определяет свой жанр как «фантастико-философский технотриллер».
В 2010 году роман писателя «Война 2010. Украинский фронт», в аннотации к которой было сказано «Третья мировая война на пороге! Мировой пожар начнется на Украине», попал под цензурный запрет на Украине.
Лауреат литературных премий:
1. 2001 год. 1-е место — золотой кадуцей — на Международном фестивале фантастики «Звёздный мост» в Харькове в номинации «Лучший дебют» — за роман «Пепел».
2. 2002 год. 2-е место — серебряный кадуцей — на МФФ «Звёздный мост» в номинации «Циклы, сериалы, романы с продолжениями» — за романы «Встречный катаклизм» и «Параллельный катаклизм».
3. 2005 год. 3-е место — бронзовый кадуцей — на МФФ «Звёздный мост» в номинации «Циклы, сериалы, романы с продолжениями» — за романы «Война 2030. Красный рассвет» и «Война 2030. Пожар метрополии».
4. 2006 год. 3-е место — бронзовый кадуцей — на МФФ «Звёздный мост» в номинации «Циклы, сериалы, романы с продолжениями» — за роман «Война 2030. Атака Скалистых гор».
5. 2007 год. 3-е место — бронзовый кадуцей — на МФФ «Звёздный мост» в номинации «Циклы, сериалы, романы с продолжениями» — за роман «Создатель чёрного корабля».
6. 2008 год. «Харьковский дракон» — на МФФ «Звёздный мост» за общий вклад в фантастику.
7. 2009 год. Лауреат премии Сергея Ивановича Павлова «Лунная радуга» в области литературы за 2008 год — за книгу «Война 2030. Флаги наших детей».
8. 2009 год. 2-е место — «Серебряная стрела» — на МФФ «Серебряная стрела» в номинации «Лучший фантастический мир» (1-е место М.Булгаков за «Мастер и Маргарита»).
9. 2011 год. 2-е место — серебряный кадуцей — на МФФ «Звездный мост» в номинации «Циклы, сериалы, романы с продолжениями» — за роман «Против НАТО».
10. 2015 год. «Меч Бастиона» за общий вклад в фантастику на МФФ «Басткон».
11. 2015 год. 1-е место — «Прохоровское поле» на международном литературном фестивале «Прохоровское поле» за роман «Красный рассвет».

## Отзывы
В своей рецензии на книгу «Война 2010: Украинский фронт» журнал Афиша писал:
Современная война в его описании — это случайный бунт стареющих кадровиков и резервистов, которые в экстремальной ситуации выходят из-под контроля бросившей их центральной власти и из неисправного советского оружия начинают худо-бедно сбивать вражеские самолеты. Все персонажи хорошо прописаны и более чем узнаваемы — целое поколение людей, оставшихся в плачевном состоянии на всей территории бывшего СССР. Логорея, ностальгия, депрессия. Даже женские персонажи прописаны хорошо, что нехарактерно для жанра, — у того же Савицкого единственная девушка в сюжете ограничивается фразой «Давайте я сделаю вам массаж».
Березин — своеобразный толстовец: он верит в спонтанное действие независимых частей, образующее общее действие. Конечные цели не определены, никакой развязки в книге нет, зато есть действительно верное рассуждение: «Война всегда начинается внезапно. Причем, что интересно, … даже для нападающей стороны».

## Библиография

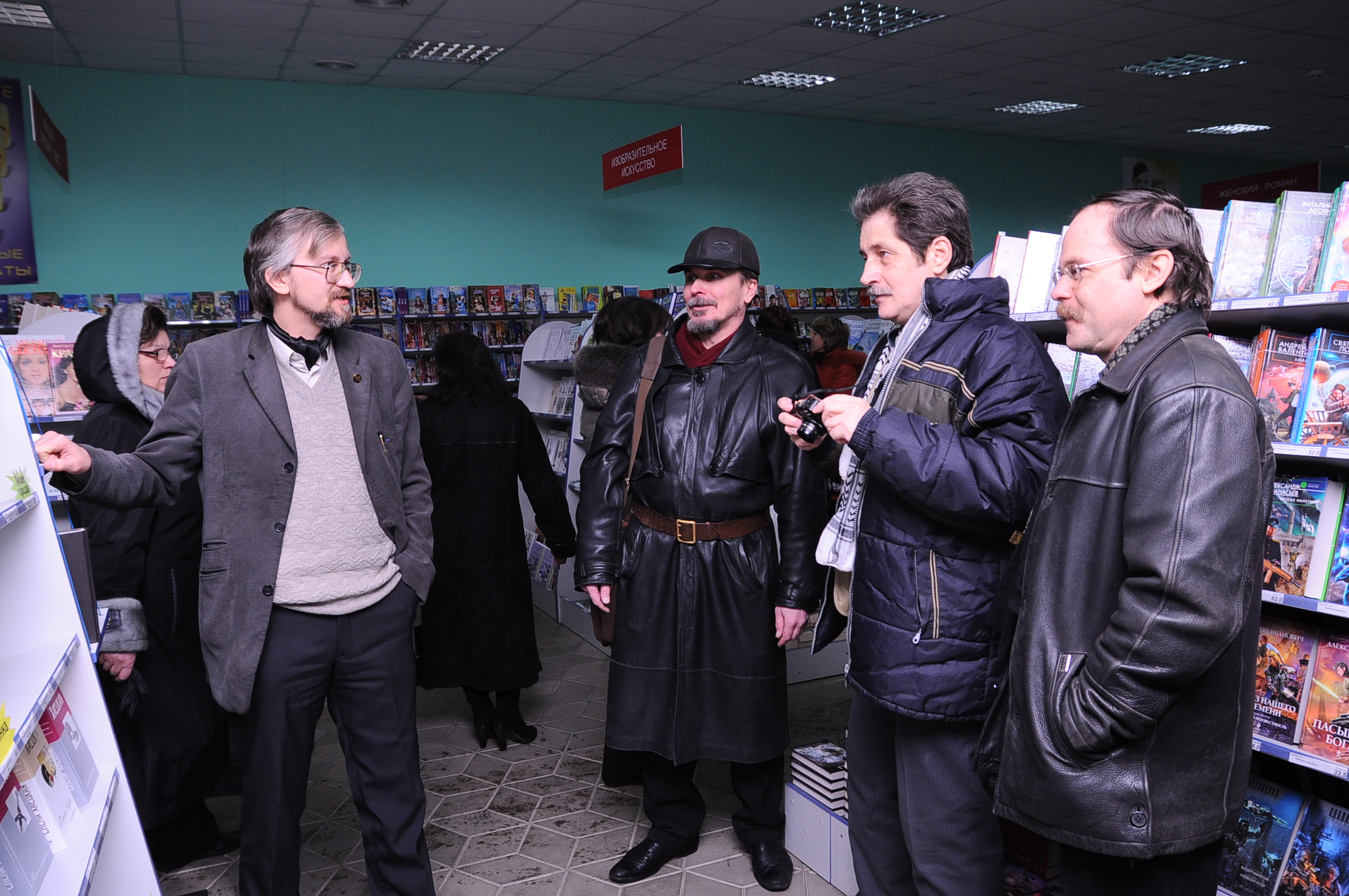
Фёдор Березин (в центре) на встрече с донецкими писателями-фантастами, 15 января 2011 года.

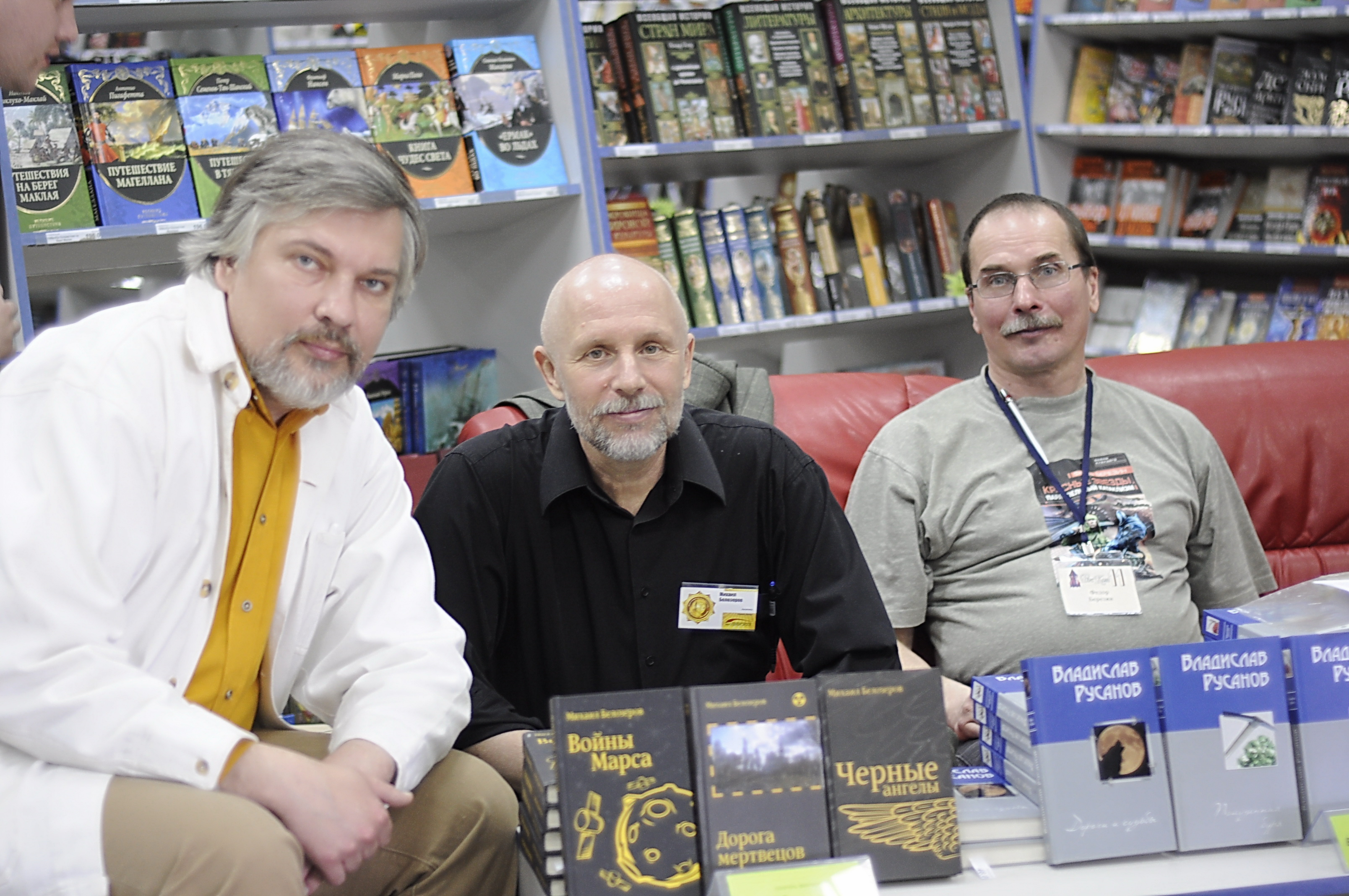
Фёдор Березин (справа) с донецкими писателями-фантастами, 14 мая 2011 года.

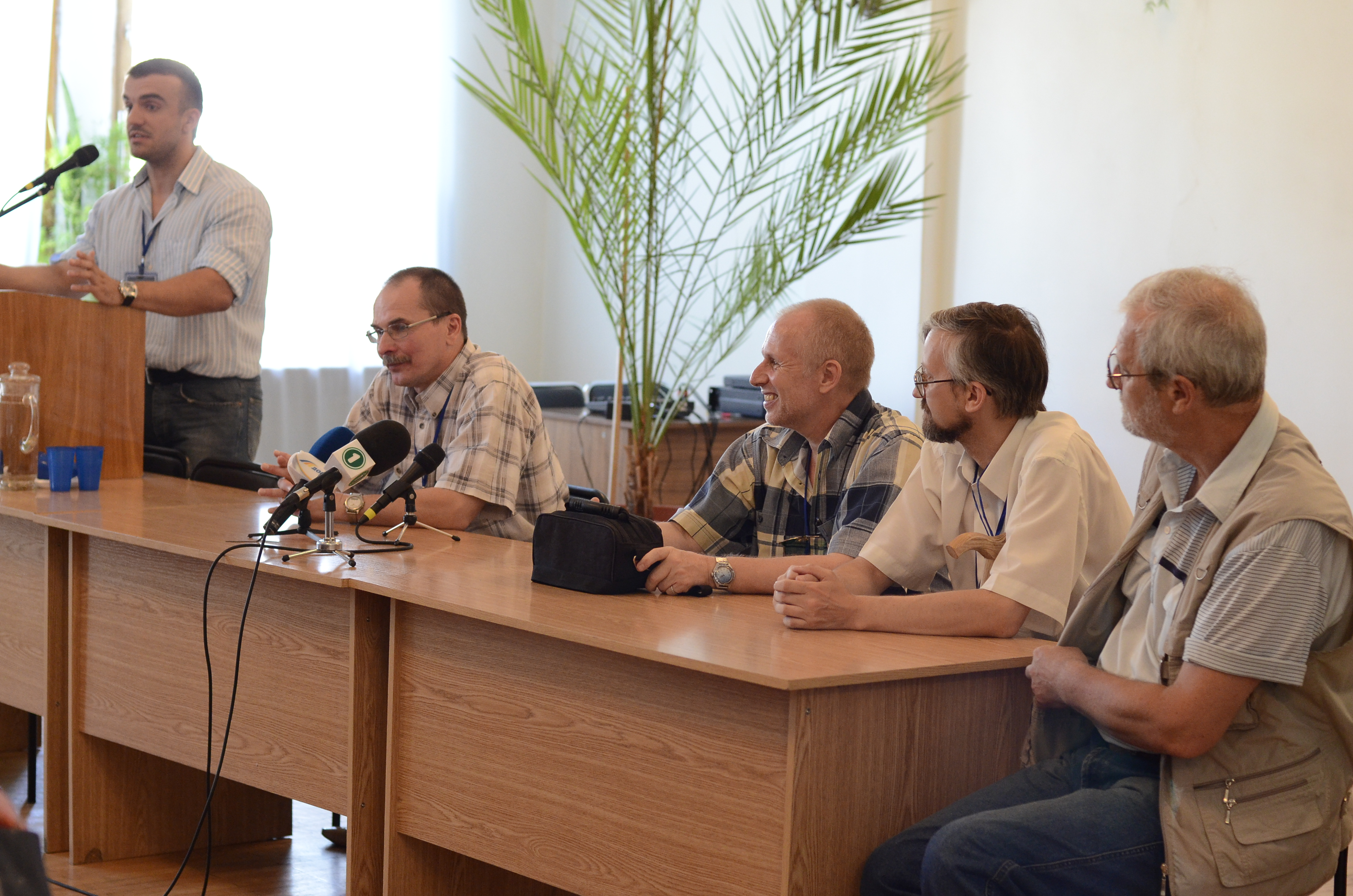
Фёдор Березин (второй слева) с писателями-фантастами на Всеукраинском съезде «Фантлаба-2011», Донецк, 15 июля 2011 года.

### Романы
- Пепел. — М.: АСТ, 2001. — 352 с. Переиздания: М.: Эксмо, 2002. — 480 с.; М.: Эксмо, 2004. — 736 с.; М.: Эксмо, 2009. — 416 с.
- Лунный вариант. — М.: Эксмо, 2004. — 384 с. Переиздания: М.: Эксмо, 2007. — 384 с.; Луганск: Шико, 2011. — 304 с.
- Допрос с пристрастием. — М.: Эксмо, 2010. — 384 с.
- Атомная крепость. — М.: АСТ; Астрель, 2011. — 320 с.
- Голован. — М.: АСТ; Астрель, 2012. — 450 с.

#### Чёрный корабль
- Огромный чёрный корабль. — М.: Эксмо-пресс, 2001. — 480 с. Переиздания: М.: Эксмо, 2004. — 736 с.; М.: Эксмо, 2007. — 544 с.; М.: Крылов, 2008. — 704 с.
- Экипаж чёрного корабля. — М.: Эксмо, 2005. — 544 с. Переиздания: М.: Эксмо, 2007. — 512 с.; М.: Крылов, 2008. — 736 с.
- Создатель чёрного корабля. — М.: Эксмо, 2007. — 416 с. Переиздания: М.: Крылов, 2008. — 768 с.
- Создатель чёрного корабля. В прицеле чёрного корабля. — М.: Крылов, 2008. — 768 с.

#### Красные звёзды (Катаклизм)
- Встречный катаклизм. — М.: Эксмо, 2001. — 448 с. Переиздания: М.: Эксмо, 2003. — 672 с.; М.: Яуза; Эксмо, 2005. — 416 с.; М.: Эксмо, 2007. — 416 с.; М.: Эксмо, 2008. — 672 с.; М.: Эксмо, 2009. — 672 с.; М.: Эксмо; Яуза, 2013. — 992 с.
- Параллельный катаклизм. — М.: Эксмо, 2002. — 480 с. Переиздания: М.: Эксмо, 2003. — 672 с.; М.: Эксмо; Яуза, 2005. — 544 с.; М.: Эксмо, 2007. — 512 с.; М.: Эксмо, 2008. — 672 с.; М.: Эксмо, 2009. — 672 с.; М.: Эксмо; Яуза, 2013. — 992 с.
- Ядерный рассвет. — М.: Эксмо; Яуза, 2013. — 992 с.

#### Война 2010
- Война 2010. Украинский фронт. — М.: Яуза; Эксмо, 2009. — 576 с. Переиздания: М.: Эксмо; Яуза, 2014. — 576 с.
- Война 2011. Против НАТО. — М.: Яуза; Эксмо, 2010. — 352 с. Переиздания: М.: Эксмо; Яуза, 2014. — 352 с.

#### Война 2030
- Война 2030. Красный рассвет. — М.: Яуза; Эксмо, 2005. — 480 с. Переиздания: М.: Эксмо; Яуза, 2008. — 800 с.; М.: Яуза; Эксмо, 2009. — 416 с.; М.: Алгоритм, 2014. — 384 с.
- Война 2030. Пожар метрополии. — М.: Эксмо; Яуза, 2005. — 448 с. Переиздания: М.: Эксмо; Яуза, 2008. — 800 с.; М.: Яуза, Эксмо, 2009. — 384 с.
- Война 2030. Атака скалистых гор. — М.: Эксмо; Яуза. 2006. — 384 с. Переиздания: М.: Эксмо; Яуза, 2008. — 384 с.

### Рассказы, повести
- Покушение на Еву (повесть) // авторский сборник «Пепел» — М.: Эксмо, 2002.
- Иерархия // «Порог». — 2000. — № 5.
- Модернизация // «Порог». — 2000. — № 8. Переиздания: «Безымянная звезда». — 2006. — № 6.
- Тяжелые объятия глубины // «Порог». — 2001. — № 2.
- Красная Шапочка // «Порог». — 2005. — № 1.
- Топливо для космоса // сборник «Параллель», Луганск: Шико, Меридиан, 2012. — 244 с.
- Часовые периметра // «Если». — 2010. — № 4.
- Резервация // сборник «Я дрался в Новороссии», М.: Яуза. 2015.
- Эвольвента // «Искатель». — 2005.

### Статьи
- Фантастика в роли футуролога — флюгер, вертящийся сам по себе // «Интересная газета». — 2003. — № 10—12.
- Фэнтези как отражение пост-постиндустриального мира // «Интересная газета». — 2004. — № 1.
- Перечитывая классику. Иван Ефремов «Туманность Андромеды». Противоречия утопии данного вида // «Интересная газета». — 2004. — № 12.
- Заглядывая в классику. 60 лет назад Г. Адамов ушёл навсегда // «Порог». — 2005. — № 5.
- Неизвестная классика. Олаф Стэлпдон. Направление, в котором фантастика испугалась двигаться // «Порог». — 2005. — № 7.
- Наш фантастический Донбасс // «Донбасс». — 2004. — № 4.
- Фокусы с разоблачением (Ядерные арсеналы сверхдержав) // сборник «Иду на мы!» — М.: Эксмо; Яуза. 2009.

## Международные санкции
Из-за поддержки российской агрессии и нарушения территориальной целостности Украины во время российско-украинской войны находится под персональными международными санкциями разных стран. С 12 марта 2022 года находится под санкциями всех стран Европейского союза так как продолжает поддерживать сепаратистские действия или политику. С 31 декабря 2020 года находится под санкциями Великобритании. С 19 декабря 2014 года находится под санкциями Соединенных Штатов Америки. С 11 июля 2014 года находится под санкциями Канады. С 16 марта 2022 года находится под санкциями Швейцарии. С 1 октября 2020 года находится под санкциями Австралии. С 9 декабря 2014 года находится под санкциями Японии.
Указом президента Украины Владимира Зеленского от 19 октября 2022 находится под санкциями Украины. С 3 мая 2022 года находится под санкциями Новой Зеландии.